# Amara Diouf
Amara Diouf (* 7. Juni 2008 in Pikine) ist ein senegalesischer Fußballspieler, der aktuell bei der AS Génération Foot in der Senegal Premier League spielte.

## Karriere

### Verein
Diouf begann seine fußballerische Ausbildung 2017 bei der AS Génération Foot, nachdem er 2017 beim Danone Nations Cup überzeugen konnte. Mit der Akademie des Vereins gewann er die fünfte Ausgabe des Turnier Mohamed VI, wo man unter anderem Real Madrid besiegen konnte. Diouf wurde zum besten Spieler des Turniers gekürt. Im Juli 2023 unterschrieb er einen Fünf-Jahres-Vertrag mit Adidas und wurde somit zum jüngsten afrikanischen Spieler, der einen Vertrag mit einem Sponsor erhielt.

### Nationalmannschaft
Diouf wurde Anfang 2023 für die senegalesische U17-Nationalmannschaft nominiert und nahm mit dieser an dem U17-Afrika-Cup teil. Nach drei Treffern und einer Vorlage in drei Gruppenspiele wurde er zweimal Spieler des Spiels und zum Spieler der Gruppenphase gewählt. Mit drei Scorern in den drei restlichen Spielen trug er maßgeblich zum Titelgewinn des U17-Teams seine Landes bei. Zudem wurde er Torschützenkönig des Turniers und brach mit seinen fünf Turniertoren und zwei Vorlagen als Vierzehnjähriger den Rekord von Victor Osimhen.
Anschließend spielte er zwei Spiele bei den Jeux de France, wobei er einmal traf. Diese Spiele absolvierte er mit der U20-Nationalmannschaft Senegals.
Am 9. September 2023 wurde er im Alter von 15 Jahren in der Qualifikation zum Afrika-Cup 2024 gegen Ruanda eingewechselt und debütierte somit als jüngster Spieler jemals für die A-Nationalmannschaft Senegals.
Im November 2023 spielte er mit dem U17-Team auch die U17-WM 2023. Dort galt er bereits als das größte Talent seines Jahrgangs und schoss in drei Einsätzen zwei Tore, ehe sein Team im Achtelfinale ausschied.

## Erfolge
Senegal U17
- U17-Afrikameister: 2023

Individuell
- Spieler der Gruppenphase des U17-Afrika-Cups 2023
- Torschützenkönig des U17-Afrika-Cups 2023